# August Veiter
August Veiter (* 1. August 1869 in Kindbergdörfl als Augustin Veiter; † 15. Dezember 1957 in Klagenfurt) war ein österreichischer Maler.

## Leben
August Veiter wurde 1869 als Sohn des Bildhauers und Malers Josef Veiter und der Theresia Hackl in Kindbergdörfl geboren und zog mit der Familie 1878 nach Klagenfurt. Er studierte von 1888 bis 1891 mittels eines Stipendiums des Päpstlichen Instituts Santa Maria dell’Anima an der Regia Accademia di Belle Arti in Rom und von 1897 bis 1903 an der Akademie der bildenden Künste München bei Alexander von Liezen-Mayer, Alexander von Wagner und Martin Feuerstein. Er blieb in München und heiratete Angela Pesl, 1907 wurde der gemeinsame Sohn, der spätere Jurist und Völkerrechtler Theodor Veiter, geboren. Nach dem frühen Tod seiner Frau im Jahr 1909 kehrte er mit seinem Sohn nach Klagenfurt zurück. Ab 1901 erhielt er zahlreiche öffentliche Aufträge und schuf Fresken und Altarbilder, insbesondere für Kirchen in Kärnten und Osttirol. August Veiter war auch Gemeinderat der Christlichsozialen Partei in Klagenfurt.
Am 23. August 1924 heiratete er in zweiter Ehe im Klagenfurter Dom die Haushälterin Katharina Gotzler (1887–1959).

## Werke

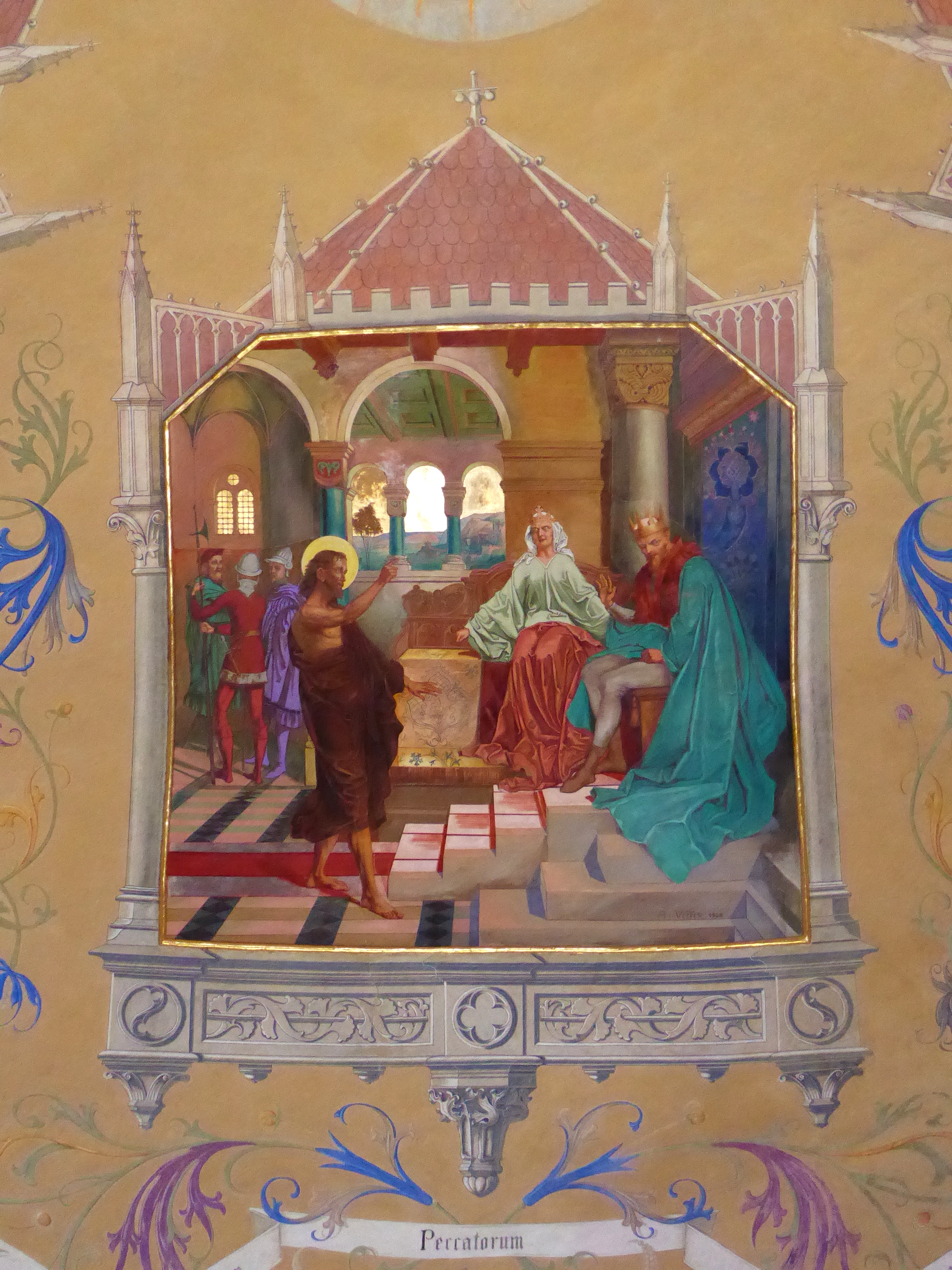
Deckenmalerei Johannes der Täufer vor Herodes, Filialkirche Flattnitz

- Deckengemälde Geburt Christ und Christi Himmelfahrt, Heiligengeistkirche, Klagenfurt, 1886 (gemeinsam mit Josef Veiter)
- Fresken, Pfarrkirche Ferlach, 1892–1894
- Altarbild hl. Antonius in der Antoniuskapelle, Erneuerung der Deckengemälde, Marienkirche, Klagenfurt, um 1900
- Altarbild Tod des hl. Josef, Klagenfurter Dom, 1902
- Wand- und Gewölbemalereien, Filialkirche Flattnitz, 1907–1910
- Fresko Christus als Tröster der Soldaten segnet Sterbenden, Kriegerdenkmal an der Pfarrkirche Tristach, 1924[5]
- Übermalung der Deckenfresken von Christoph Brandstätter dem Älteren, Pfarrkirche Oberlienz, 1929[6]
- Gewölbemalereien, Pfarrkirche Nußdorf, 1930[7]
- Seitenaltarbild hl. Josef mit Kind, Kapuzinerkirche, Klagenfurt
- Altarbilder, Pfarrkirche St. Martin, Villach
- Altarbilder, Pfarrkirche Kirchbach (Gailtal)
- Kreuzwegbilder, Borromäum, Salzburg